# S10 (Abüdosz)
Az S10 (vagy Abüdosz-dél S10) egy hatalmas ókori egyiptomi sírkomplexum modern kori neve. A sír Abüdoszban található, nagy valószínűséggel királysír és a XIII. dinasztia korának közepén épült. A körülötte talált leletek bizonyítják, hogy a sír nagyszabású, államilag jóváhagyott kő- és sírrablás áldozatául esett. Ezek a leletek azt is bizonyítják, hogy a sírba temettek, és hogy egy Szobekhotep nevű uralkodó számára épült, aki valószínűleg az i. e. 1725 körül élt IV. Szobekhoteppel azonos. A sírt feltáró Josef W. Wegner egyiptológus szerint lehetséges, hogy a sírt eredetileg piramis koronázta, bár Aidan Dodson szerint még mindig nem dönthető el biztosan, piramis volt vagy masztaba.

## Leírása

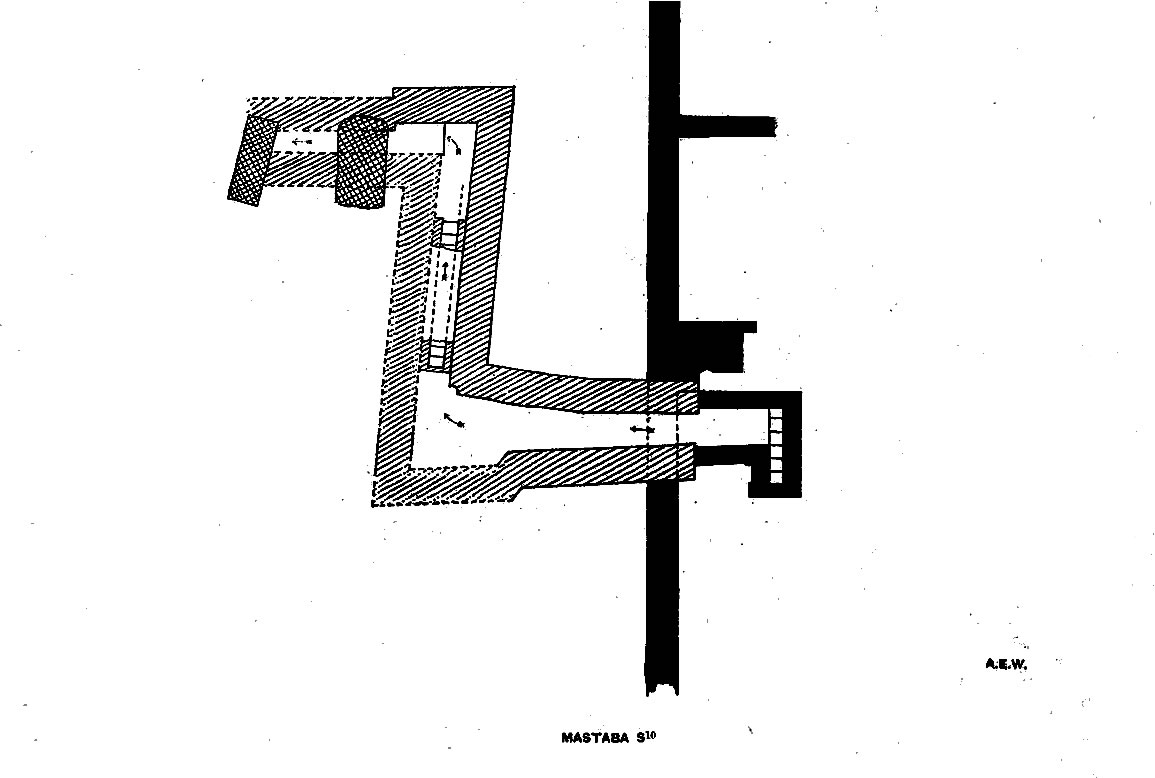
Abüdosz, a S10 sír 1904-ben publikált alaprajza

Az S9 sír a középbirodalom végén, a második átmeneti kor idején épült királyi nekropoliszhoz tartozik, amely a XII. dinasztia idején uralkodó III. Szenuszert sokkal nagyobb sírkomplexumához tartozó felvezető úttól északkeletre terül el, közel Uah-Szut ókori településhez, az úgynevezett „Anubisz hegye” – egy piramis formájú természetes domb – alatt. Elsőként Émile Amélineau tárta föl, majd Ayrton, Weigall és Petrie végzett itt komolyabb feltárást 1901-02-ben; ők erősen kifosztva találták. 2014-ben a Pennsylvaniai Egyetem tárta fel Josef W. Wegner vezetésével.
A S10 sír jelenleg egy vályogtégla kerítésfal maradványaiból áll, amely kb. 40×30 méteres területet vesz körül. Első feltárói masztabasírként írták le, bár erre bizonyítékkal nem szolgáltak. Északi részén föld alatti, mészkővel borított folyosórendszer bejárata nyílik, ez vezet a majdnem teljesen elpusztult sírkamráig. A későbbi ásatások sorén előkerültek egy kanópuszedény töredékei, ez bizonyítja, hogy a sírt használták. A bizonyítékok alapján a sírt már a második átmeneti korban kifosztották. Egy hatvantonnás kvarcitszarkofág, amely a Kairóhoz közeli Gebel el-Ahmarból került elő, nagy valószínűséggel eredetileg innen származik; egy későbbi királysírból került elő ugyanebben a nekropoliszban. Az S10 sírból származó cédruskoporsó deszkáit később a szomszédos CS9 sírba temetkező Szenebkai nevű uralkodó használta fel saját temetkezéséhez. A koporsó külsejére a Koporsószövegekből kerültek részletek (777–785). A szöveg csak részben maradt fenn, de az ezeket a feliratokat viselő koporsók gyakoriak voltak a késő középbirodalmi abüdoszi sírokban. A töredékeken Szobekhotep király neve olvasható.
A felszínen álló építményből semmi nem maradt fenn, de lehetséges, hogy piramis volt. Egy halotti sztélé több darabja is előkerült a helyszínről, de ezt valószínűleg újrahasznosították a szomszédos sírba temetkezett Szenebkai király intruzív temetkezéséhez, és a töredékek egyike sem kontextusból került elő. A sztélé töredékein szintén szerepel a Szobekhotep név.

## Tulajdonosa

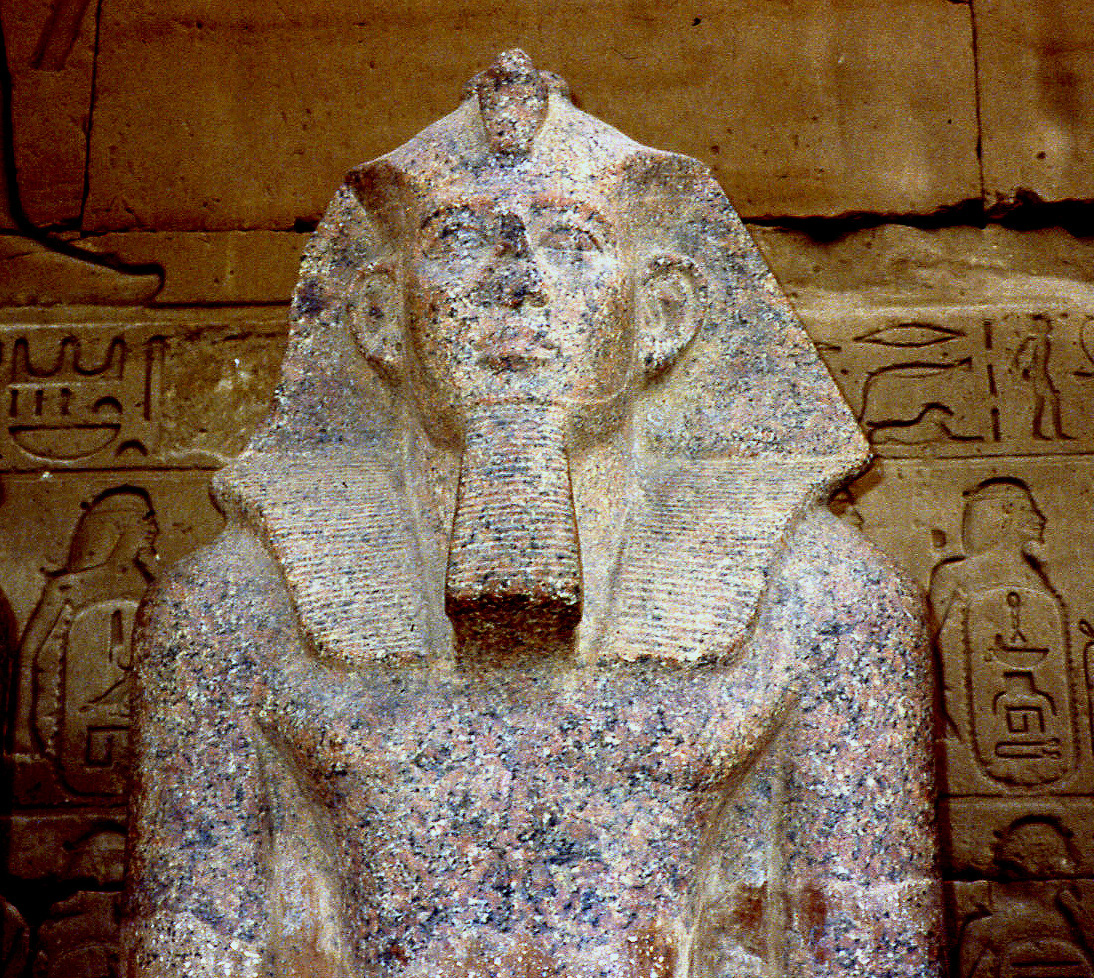
A feltételezett sírtulajdonos, IV. Szobekhotep szobra

A felfedezéstől egészen 2015-ig nem volt ismert a sírtulajdonos kiléte. A 2003-as és 2014-es ásatások igen valószínűvé tették, hogy ez az építmény királysírnak épült. Utóbbi ásatáson, melyet a Pennsylvaniai Egyetem végzett Josef W. Wegner vezetésével, az S10 sírkomplexum kerítésfalán belülről – a keleti oldalról, ahol egykor egy halotti templom állhatott – előkerült egy sztélé, melyen egy Szobek[hotep] nevű király reliefes ábrázolása és töredékesen fennmaradt neve állt. Emellett az S10 sír melletti, később épült második átmeneti kori sírokból előkerültek egy Szobekhotep nevét viselő fakoporsó darabjai. Ezek arra utalnak, az S10 sír a Középbirodalom végén készült. Míg a korai sajtóhírekben, melyet közvetlenül a felfedezések után közöltek le, I. Szobekhotepet nevezték meg a sír lehetséges tulajdonosaként, az újabb elemzés után úgy tűnik, IV. Szobekhotepé lehetett, mert ekkor a datálást már nemcsak a fakoporsó darabjainak stílusára alapozták, hanem arra is, hogy a sír nagy mérete azt jelenti, tulajdonosának elég sokáig kellett uralkodnia ahhoz, hogy be tudja fejezni. Ez csak III., IV. és VI. Szobekhotepre igaz, közülük pedig IV. Szobekhotep a legvalószínűbb, mivel hármuk közül ő uralkodott a leghosszabb ideig, valamint ő az egyetlen, akiről biztosan tudni, hogy voltak építkezései Abüdoszban. A mellette fekvő S9 sír így nagy valószínűséggel IV. Szobekhotep fivéréé és elődjéé, I. Noferhotepé. Ezt megerősíti, hogy mindkettejükről tudni, hogy sok tevékenységük összpontosult Abüdosz környékére.

## Fordítás
- Ez a szócikk részben vagy egészben  a   S 10 (Abydos) című angol Wikipédia-szócikk ezen változatának fordításán alapul.  Az eredeti cikk szerkesztőit annak laptörténete sorolja fel. Ez a jelzés csupán a megfogalmazás eredetét és a szerzői jogokat jelzi, nem szolgál a cikkben szereplő információk forrásmegjelöléseként.